# In the Abscence
In the Absence é um documentário de curta-metragem norte-americano de 2019 sobre o naufrágio do Sewol na Coreia do Sul, que vitimou 300 estudantes do ensino médio. Como reconhecimento, foi indicado ao Oscar 2020 na categoria de Melhor Documentário de Curta-metragem.